# Borneratura lobata
Borneratura lobata är en insektsart som beskrevs av Andrej Vasiljevitj Gorochov 2008. Borneratura lobata ingår i släktet Borneratura och familjen vårtbitare. Inga underarter finns listade i Catalogue of Life.